# Katholieke Kerk in Mauritanië

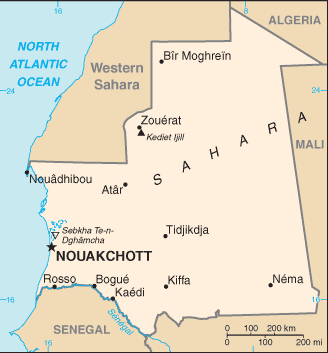
Kaart van Mauritanië

De Katholieke Kerk in Mauritanië is een onderdeel van de wereldwijde Katholieke Kerk, onder het geestelijk leiderschap van de paus en de curie in Rome.
In 2005 waren ongeveer 2.000 (0,2%) inwoners van Mauritanië katholiek. Het land bestaat uit een enkel bisdom, Nouakchott, dat direct onder de Heilige Stoel valt. Bisschop van Nouakchott is Martin Albert Happe. De bisschop is lid van de bisschoppenconferentie van Senegal, Mauritanië, Kaapverdië en Guinee-Bissau. President van de bisschoppenconferentie is Benjamin Ndiaye, aartsbisschop van Dakar (Senegal). Verder is men lid van de regionale bisschoppenconferentie van West-Afrika.
De apostolische delegatie voor Mauritanië werd op 13 mei 2017 omgezet in een apostolisch nuntiusschap.
Apostolisch nuntius voor Mauritanië is aartsbisschop Waldemar Stanisław Sommertag, die tevens nuntius is voor Guinee-Bissau, Kaapverdië en Senegal.

## Indeling
- Bisdom Nouakchott

## Apostolische delegatie
- Apostolisch delegaat
  - Aartsbisschop Émile André Jean-Marie Maury (9 juli 1959 – 11 juni 1965)
  - Aartsbisschop Giovanni Benelli (11 juni 1966 – 29 juni 1967, later kardinaal)
  - Aartsbisschop Giovanni Mariani (16 oktober 1967 - 11 januari 1975)
  - Aartsbisschop Luigi Barbarito (5 april 1975 – 10 juni 1978)
  - Aartsbisschop Luigi Dossena (24 oktober 1978 – 30 december 1985)
  - Aartsbisschop Pablo Puente Buces (15 maart 1986 – 31 juli 1989)
  - Aartsbisschop Antonio Maria Vegliò (21 oktober 1989 - 2 oktober 1997)
  - Aartsbisschop Jean-Paul Aimé Gobel (6 december 1997 – 31 oktober 2001)
  - Aartsbisschop Giuseppe Pinto (5 februari 2002 – 6 december 2007)
  - Aartsbisschop Luis Mariano Montemayor (17 september 2008 - 22 juni 2015)
  - Aartsbisschop Michael Wallace Banach (19 maart 2016 - 13 mei 2017)
- Apostolisch nuntius
  - Aartsbisschop Michael Wallace Banach (13 mei 2017 - 3 mei 2022)
  - Aartsbisschop Waldemar Stanisław Sommertag (vanaf 6 september 2022)